# خوانا دیاز، پورتوریکو
خوانا دیاز (به انگلیسی: Juana Díaz) یک منطقهٔ مسکونی در ایالات متحده آمریکا است که در پورتوریکو واقع شده‌است.
 خوانا دیاز ۲۷۷٫۲۳ کیلومتر مربع مساحت و ۷۶٬۷۸۹ نفر جمعیت دارد.